# Nuncia fatula
Nuncia fatula är en spindeldjursart som beskrevs av Forster 1954. Nuncia fatula ingår i släktet Nuncia och familjen Triaenonychidae. Inga underarter finns listade i Catalogue of Life.